# E62

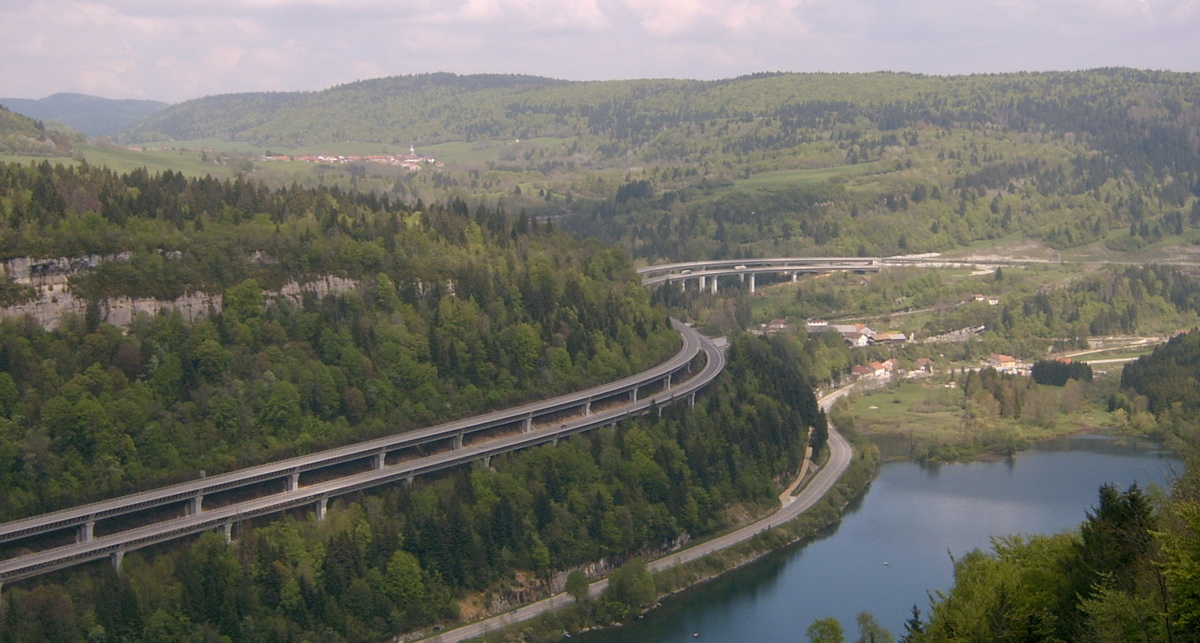
E21/E62/A40 längs Viaduc de Sylans väster om Genève.

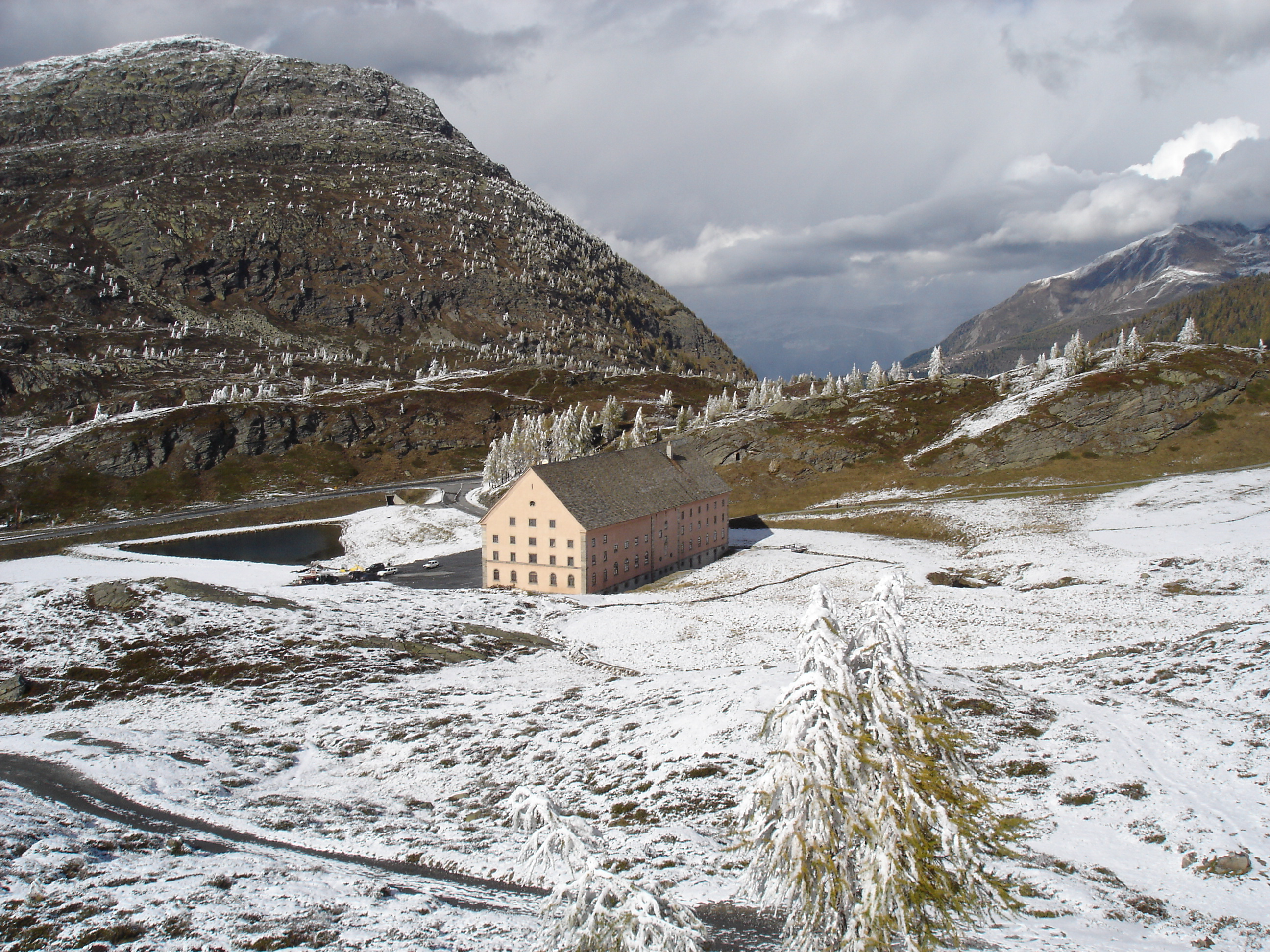
E62 vid Simplonpasset.

E62 eller Europaväg 62 är en europaväg som börjar i Nantes i Frankrike, går genom Schweiz och slutar i Genua i Italien. Längd cirka 1 290 kilometer.

## Sträckning
Nantes - Poitiers - Mâcon - (gräns Frankrike-Schweiz) - Genève - Lausanne - Martigny - Sion - Simplonpasset - (gräns Schweiz-Italien) - Gravellona Toce - Milano - Tortona - Genua

## Standard, motorvägssträckor
Genom Frankrike är E62 mestadels landsväg. Mellan Mâcon och Genève (Schweiz) följer E62 dock motorvägen A40.
Genom Schweiz följer E62 motorvägarna A1 och A9. De sista 75 kilometer i landet är vägen landsväg, bitvis mycket krokig. Över Simplonpasset i Schweiz går E62 upp på 2005 meters höjd över havet, den högsta höjden någon europaväg når.
I Italien är det två mil landsväg ner från berget, och sedan motorväg hela vägen, nämligen A26 och A7.
E62 går en del omvägar och följer på flera sträckor inte den väg många skulle köra mellan två platser längs vägen.

## Anslutningar till andra europavägar
| - E60 - E3 - E5 - E9 - E11 - E607 |  | - E15 - E21 - E611 - E25 - E23 - E27 |  | - E35 - E64 - E70 - E80 |